# San Jose Indoor
Il San Jose Indoor è stato un torneo di tennis facente parte del Grand Prix giocato dal 1978 al 1979 a San Jose negli Stati Uniti su campi in sintetico indoor.

## Albo d'oro

### Singolare
| Anno | Vincitore    | Finalista      | Punteggio     |
| ---- | ------------ | -------------- | ------------- |
| 1978 | Arthur Ashe  | Bernard Mitton | 6–7, 6–1, 6–2 |
| 1979 | John McEnroe | Peter Fleming  | 6–4, 6–4      |

### Doppio
| Anno | Vincitori                  | Finalisti              | Punteggio |
| ---- | -------------------------- | ---------------------- | --------- |
| 1978 | Gene Mayer Sandy Mayer     | Hank Pfister Brad Rowe | 6–3, 6–4  |
| 1979 | Peter Fleming John McEnroe | Hank Pfister Brad Rowe | 6–3, 6–4  |